# It's Love I'm After
 It's Love I'm After és una pel·lícula estatunidenca dirigida per Archie Mayo i estrenada el 1937.

## Argument
Basil Underwood i Joyce Arden (Leslie Howard i Bette Davis), les dues grans figures del teatre del moment, semblen formar una parella intel·ligent, romàntica i professionalment perfecta. Fora de l'escena, però, són intolerants, esvalotadors, egoistes i se senten terriblement gelosos l'un de l'altre. A més, han fet dels seus amors el tema de conversa del món teatral, ja que han ajornat once vegades el seu matrimoni. Quan un amic del pare de Basil, Henry Grant (Patric Knowles), apel·la a l'actor perquè l'ajudi a recuperar la seua nòvia Marcia West (Olivia de Havilland), la qual està encaterinada de Basil, l'oportunitat és massa atractiva com per resistir-s'hi. Deixa a Joyce en la seua suite d'un hotel de Los Angeles i se'n va a la casa dels West a Pasadena per passar-hi el cap de setmana d'Any Nou i a on es comporta pèssimament en presència de Marcia. Per a destruir l'adoració que Marcia sent per ell, Basil insulta la seua família, desmoralitza el personal domèstic i, fins i tot, comet un robatori al dormitori de la jove, alhora que li fa descarades insinuacions. Però, en comptes de sentir-se desil·lusionada, Marcia es mostra tan receptiva que Basil es veu obligat a emprendre una retirada apressada. Convençuda que l'actor l'estima, trenca el seu compromís amb Henry, i Joyce, la qual ha acudit en auxili d'aquest, fingeix ser l'esposa abandonada per Basil. Però, de manera subreptícia, anima Marcia a perseguir Basil, mentre li explica a Henry que ha estat traït. Quan Marcia es disposa a anunciar la seua intenció de casar-se amb Basil, Joyce la rescata mostrant a la noia les fotos de dos jovenets que, segons assegura, són fills seus ... i de Basil. Marcia s'afanya a tornar al costat de Henry i titlla de pocavergonya a Basil. Un cop reunida amb el seu company de treball, Joyce traça plans per portar-lo a l'altar abans que passi alguna cosa més.

## Crítica
- "Fins i tot en una temporada cinematogràfica que ha estat abundant en comèdies, It's Love I'm After ha de ser situada entre les més hilarants. És una farsa bombollant, escrita amb brillantor i diestrament dirigida ... Un canvi agradable per al senyor Howard i la senyoreta Davis, en les mans dels quals la comèdia es desenvolupa extremadament bé."[2]

## Repartiment
- Leslie Howard: Basil Underwood
- Bette Davis: Joyce Arden
- Olivia de Havilland: Marcia West
- Eric Blore: Digges
- George Barbier: William West
- Spring Byington: tia Ella Paisley
- Bonita Granville: Gracie Kane
- Georgia Caine: la Sra. Kane
- Veda Ann Borg: Elsie
- E.E. Clive: primer majordom
- Valerie Bergere: Madeleine
- Sarah Edwards: la Sra. Hinkle
- Thomas Pogue: M. Hinkle
- Grace Fields: la Sra. Babson
- Patrick Knowles
- Lionel Belmore
- Irving Bacon